# Дубровицький історико-етнографічний музей
Дубровицький історико-етнографічний музей — історико-етнографічний музей в місті Дубровиця, Рівненська область, Україна. Заснований 1975 року.

## Загальні дані
Музей розташований у центрі міста Дубровиця. З 2021 року підпорядковується відділу освіти, культури, туризму, молоді та спорту  Дубровицької міської ради. Самому музею підпорядковується відділ «Серпанкове розмаїття» в с. Крупове Дубровицького району.

## Історія
Створений у 1975 році на громадських засадах як історико-краєзнавчий музей. У 1975—2005 роках діяв як «Музей збройного повстання 1917 року». З 1999 р. на базі експонатів попереднього музею створено Дубровицький краєзнавчий музей. У 2005 році до 1000-ліття міста Дубровиця реформований в КЗ «Дубровицький історико-етнографічний музей». З березня 2011 року рішенням сесії районної ради був затверджений статут комунального закладу «Дубровицького історико-етнографічного музею». 

## Фонди та експозиція
Загальна кількість експонатів основного фонду — понад 600 одиниць, науково-допоміжного 200 одиниць та 500 одиниць тимчасового користування.
Експозиція музею побудована за хронологічним принципом і розміщується в 4-х залах:  «Історія давнього міста», «Побут та знаряддя праці», «Тих днів не змовкне слава…» (остання присвячена ветеранам Другої світової війни, учасникам Війни на сході України, Героям Небесної сотні, учасникам війни в Афганістані). 4-й зал — виставковий. Серед експонатів — мистецькі твори гончаря Є. Кулика, майстрині народної творчості Уляни Кот; фотоматеріали про графів Плятерів, картина Євгена Безніска, копії сторінок Пересопницького Євангелія, оригінали та копії документів, матеріалів бійців 397-ї Сарненської стрілецької дивізії, листи, листування.